# Inringningen av Grodno
Inringningen av Grodno år 1706 var en svensk manöver syftande till att besegra en större rysk styrka som anfallit in i Livland under det Stora nordiska kriget. 

## Bakgrund
Sverige hade under en längre tid bedrivit en kampanj i Polen i syfte att neutralisera landet och besegra Sachsen vars kung August den starke även var kung i Polen. Efter att i grunden ha besegrats vid slaget vid Narva i inledningen av kriget gick Ryssland åter på offensiven och bröt in i svenskkontrollerade delar av Baltikum. 1706 hade de svenska styrkorna delats upp i två huvudarméer. Dels en styrka i Polen ledd av general Carl Gustaf Rehnskiöld vars uppgift var att besegra invaderande Sachsiskledda styrkor; Rehnskiöld kom även att krossa en numerärt överlägsen armé i slaget vid Fraustadt i februari. Dels en större här, under ledning av Karl XII, som sökte ett avgörande med de ryska trupperna. 

## Inringningen och utbrytningen
En stor del av den ryska invasionsarmén hade vintern 1706 tagit vinterkvarter i staden Grodno (dagens Hrodna i Vitryssland). Den svenska kungen och hans trupper ryckte fram och inringade staden varvid den stora ryska garnisonen skars av från övriga ryska styrkor. Svält, kyla och sjukdom härjade bland de instängda ryska trupperna i staden. Den ryske tsaren Peter den store stod i Vitryssland med sina trupper men vågade inte ett slag med Svenskarna för att undsätta den inneslutna hären i Grodno. 
Karl XII förväntade sig ett utbrottförsök från trupperna i Grodno och placerade huvuddelen av sina trupper öster om staden eftersom han förväntade sig att ryssarna skulle försöka ta den närmaste vägen mot Ryssland. Den 15 januari 1706 lyckades dock den kraftigt decimerade ryska hären undvika de svenska trupperna och bröt sig ut ur staden. Armén lyckades därefter dra sig tillbaka till Ryssland genom att göra en kringgående rörelse i sydvästlig riktning. De ryska trupperna förlorade flera tusen man som en följd av de svåra förhållandena medan de svenska trupperna i området endast led smärre förluster. Trots de stora ryska förlusterna var inringningen ett strategiskt misslyckande för Sverige. De svenska trupperna åstadkom ingen avgörande framgång eftersom huvuddelen av de ryska styrkorna lyckades undvika svenskarna då dessa misslyckades med att hinna ikapp och anfalla de retirerande ryssarna.